# Химкинский район
Хи́мкинский район — упразднённая административно-территориальная единица в Московской области России.
Административным центром был город Химки.
Район образован в 1940 году. В 1960—1965 годы временно прекращал своё существование. В 2004—2005 годах был упразднён снова и преобразован в город областного подчинения Химки. В рамках организации местного самоуправления в границах района с 2004 до 2005 гг. существовал одноимённый муниципальный район (с 2005 года — городской округ Химки).

## История
Химкинский район Московской области был образован решением Мособлисполкома от 28 мая 1940 года и Указом Президиума ВС РСФСР от 23 июля 1940 года. В состав Химкинского района вошли следующие административные единицы:
- из Красногорского района: город Химки; рабочие посёлки Краснооктябрьский, Никольский; дачный посёлок Ново-Ховрино; сельсоветы Аксиньинский, Бусиновский, Куркинский, Новолужинский, Петровско-Лобановский, Химкинский, Юрловский
- из Солнечногорского района: р.п. Крюково, Сходня; д.п. Фирсановка; с/с Алабушевский, Андреевский, Бреховский, Горетовский, Кутузовский, Молжаниновский, Подолинский, Ржавский, Усковский (селения Голиково, Морщихино и Усково), Филинский, Черкизовский, Черногряжский.

16 января 1950 года из Подолинского с/с в черту рабочего посёлка Сходня было включено селение Новоподолино.
2 февраля 1953 года город Химки получил статус города областного подчинения.
14 июня 1954 года были упразднены Бреховский, Бусиновский, Горетовский (территория передана в Андреевский с/с), Куркинский, Усковский (территория (селения Голиково, Морщихино и Усково) была передана в Подолинский с/с), Филинский, Химкинский, Черкизовский и Черногряжский с/с.
22 июня 1954 года из Алабушевского с/с в Андреевский было передано селение Александровка, а из Андреевского с/с в Ржавский было передано селение Крюково-Голубое.
7 декабря 1957 года из упразднённого Солнечногорского района в Химкинский были переданы город Солнечногорск и с/с Белавинский, Бережковский, Вертлинский, Елизаровский, Кировский, Куриловский, Литвиновский, Мошницкий, Обуховский, Пешковский, Поваровский, Рахмановский, Соколовский, Солнечногорский, Спас-Слободский и Таракановский. 19 декабря р.п. Никольский был включён в черту города Москвы.
3 июня 1959 года из упразднённого Краснополянского района в Химкинский были переданы город Долгопрудный; р.п. Бескудниково, Вагоноремонт, Красная Поляна, Лобня, Некрасовский; д.п. Лианозово, Луговая и Шереметьевский; с/с Белорастовский, Бибиревский, Верхне-Лихоборский, Виноградовский, Габовский, Каменский, Киовский, Клязьминский, Котовский, Красногорский, Поярковский, Сухаревский, Федоскинский и Чашниковский. 31 июля был упразднён Литвиновский с/с, а 29 августа — Котовский с/с.
28 июля 1960 года Химкинский район переименован в Солнечногорский, центром района утвержден город Солнечногорск, при этом город Солнечногорск отнесен к категории городов областного подчинения. При этом р.п. Бескудниково, Вагоноремонт и Краснооктябрьский; д.п. Лианозово и Ново-Ховрино; с/с Аксиньинский, Бибиревский, Верхне-Лихоборский, Новолужинский и Петровско-Лобановский вошли в черту город а Москвы (на не вошедших в черту Москвы частях территории Аксиньинского и Новолужинского с/с были образованы Старбеевский и Родионовский с/с). Город Химки и с/с Клязьминский, Молжаниновский, Родионовский и Старбеевский вошли в Красногорский район. Город Долгопрудный, д.п. Шереметьевский и с/с Виноградовский, Красногорский, Сухаревский и Федоскинский вошли в Мытищинский район. Остальная часть Химкинского района была передана в Солнечногорский район.
13 января 1965 года Химкинский район был восстановлен. В его состав вошли город Сходня; р.п. Новоподрезково; д.п. Фирсановка; с/с Клязьминский, Молжаниновский и Родионовский.
16 марта 1971 года из Подолинского с/с Солнечногорского района в административное подчинение городу Сходня были переданы селения Морщихино, Саврасово и Усково.
17 сентября 1974 года был образован д.п. Старбеево.
5 февраля 1975 года административно подчинённые городу Сходня селения Морщихино и Саврасово были включены в черту города Сходня.
19 марта 1984 года в административное подчинение Московскому городскому Совету народных депутатов переданы следующие населенные пункты Московской области согласно представленным картам и описаниям границ передаваемых территорий: восточная часть рабочего поселка Новоподрезково (между Ленинградским шоссе и улицей Суворова), деревни Бурцево, Верескино, Мелькисарово, Молжаниновка, Новодмитровка, Новоселки, Филино (северо-восточную часть деревни между Октябрьской железной дорогой и Сходненским шоссе) и Черкизово Молжаниновского сельсовета, поселок Куркино-Радиополе, деревни Куркино, Машкино и Юрово Родионовского сельсовета с общей территорией площадью 2,2 тыс. га (Ведомости Верховного Совета РСФСР. - 1984. - № 12 (1326) от 22 марта. - С. 270-271), а 11 декабря 1985 года они включены в состав города Москвы согласно представленным картам и описаниям границ включаемых территорий (Ведомости Верховного Совета РСФСР. - 1985. - № 51 (1417) от 19 декабря. - С. 1252).
29 октября 1984 года в связи с расширением черты города Москвы Молжаниновский и Родионовский с/с были упразднены.
3 февраля 1994 года сельсоветы были преобразованы в сельские округа.
1 февраля 2001 года город Химки утратил статус города областного подчинения и был включён в Химкинский район.
В 2004 году серией постановлений губернатора Московской области (от 19 июля, 9 августа и 15 сентября) все населённые пункты Химкинского района были последовательно включены в состав города Химки (в том числе город Сходня, имевший в то время 19 тыс. жителей).
27 февраля 2005 года Химкинский район был упразднён как административно-территориальная единица Московской области, которая была преобразована в город областного подчинения Химки.
5 марта 2005 года муниципальное образование «Химкинский район Московской области» со статусом муниципального района было упразднено и преобразовано в городской округ Химки.

## География
Химкинский район граничил с Солнечногорским, Красногорским, Мытищинским районами Московской области и городом Долгопрудным.
Также район граничил со следующими административными округами и районами Москвы:
- Северный административный округ
  - Левобережный район
  - Молжаниновский район
  - Ховрино
- Северо-Западный административный округ
  - Куркино
  - Северное Тушино
- Зеленоградский административный округ
  - Савёлки

## Население
В разные периоды (до 1953 и с 2001 гг.) район включал райцентр — город Химки, а в 1959 году временно включал также современные города Долгопрудный, Лобня, Солнечногорск с прилегающими территориями.
| 1959    | 1970    | 1979    | 1989    | 2002     |
| ------- | ------- | ------- | ------- | -------- |
| 369 602 | ↘47 656 | ↘41 500 | ↘36 029 | ↗177 445 |

## Населённые пункты
По состоянию на 2002 год Химкинский район включал:
Всего — 177 445 чел. (перепись населения 2002 года)
Городское население — 173 695 чел. (перепись населения 2002 года)
- город Химки — 141 000 чел.
- город Сходня — 19 119 чел.
- посёлок городского типа Новоподрезково — 10 356 чел.
- посёлок городского типа Старбеево — 373 чел.
- посёлок городского типа Фирсановка — 2847 чел.

Сельское население — 3750 чел. (перепись населения 2002 года)
- сельские населенные пункты, подчиненные администрации г. Химки
  - посёлок Новогорск	— 2764 чел.
  - посёлок Нагорное	— 0 чел.
- сельские населенные пункты, подчиненные администрации г. Сходня
  - деревня Усково	— 131 чел.
- сельские населенные пункты, подчиненные администрации пгт Новоподрезково
  - деревня Кирилловка	— 21 чел.
  - деревня Филино	— 38 чел.
  - посёлок Подсобного Хозяйства "Сходня"	— 9 чел.
- Клязьминский сельский округ	— 787 чел.
  - деревня Клязьма	— 78 чел.
  - деревня Свистуха	— 78 чел.
  - деревня Трахонеево	— 52 чел.
  - деревня Яковлево	— 89 чел.
  - деревня Ивакино	— 421 чел.
  - деревня Терехово	— 35 чел.
  - деревня Вашутино	— 34 чел.

В 2004—2005 годах все населённые пункты Химкинского района (город Сходня, посёлки городского типа Новоподрезково, Старбеево, Фирсановка и все сельские населённые пункты) были постепенно включены в состав города Химки.
C 2005 до конца 2022 года на территории бывшего Химкинского района находился единственный населённый пункт — город Химки. 
Включённые в черту города Химки упразднённые населённые пункты в 2005 году были преобразованы в микрорайоны и их кварталы:
- микрорайон Сходня
  1. квартал «Саврасово»[16]
  2. квартал «Морщихино»[16]
  3. квартал «Усково»[16]
  4. квартал «Красный Бор»[16]
  5. квартал «Манометр»[16]
  6. квартал «Удачное»[17]
- микрорайон Подрезково
  1. квартал «Форелевое хозяйство» (бывшая территория подсобного хозяйства «Сходня»)[18]
  2. квартал «Филино»[18]
  3. квартал «Первомайский» (бывший посёлок Спартак, территория Первомайский)[18]
  4. квартал «Кирилловка»[18]
  5. квартал «Черкизово»[19]
- микрорайон Клязьма-Старбеево
  1. квартал «Международный»[20]
  2. квартал «Ивакино»[20]
  3. квартал «Старбеево»[20]
  4. квартал «Клязьма»[20]
  5. квартал «Трахонеево»[20]
  6. квартал «Свистуха»[20]
  7. квартал «Вашутино»[20]
  8. квартал «Терехово»[20]
  9. квартал «Яковлево»[20]
- микрорайон Фирсановка
- микрорайон Новогорск
- микрорайон Планерная
- микрорайон Левобережный
- транспортная зона Шереметьево